# جزایر رویلیاخیخدو

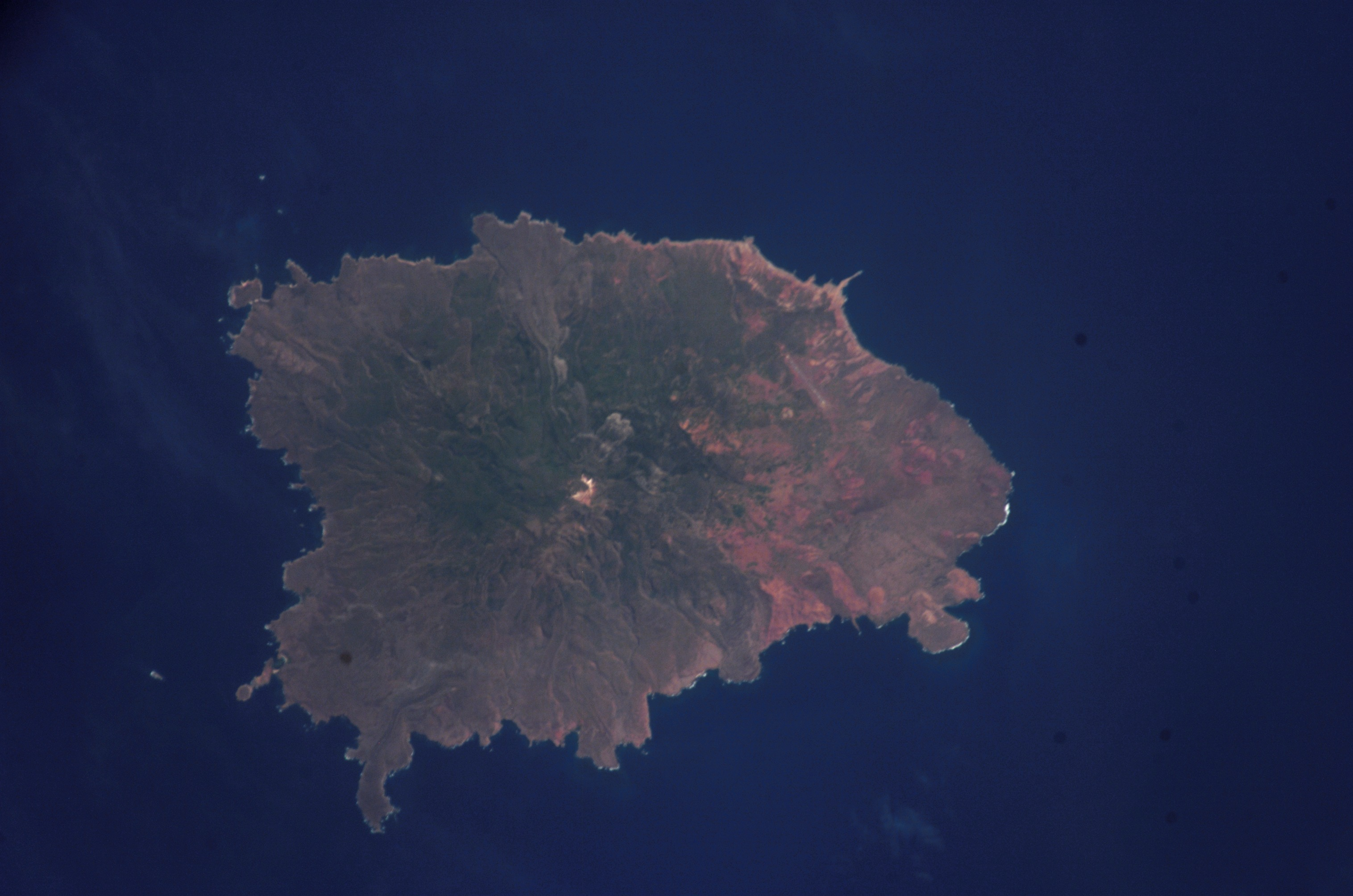
دید ماهواره‌ای از جزیره سوکورو.

جزایر رویاخیخدو (به اسپانیایی: Islas Revillagigedo) گروهی از چهار جزیره آتشفشانی در اقیانوس آرام هستند که به خاطر اکوسیستم منحصربه‌فرد خود معروفیت دارند. این جزایر از سال ۱۸۶۱ بخشی از شهرستان مانزانیو ایالت کولیما مکزیک به‌شمار می‌آیند.
جزایر رویاخیخدو در ۳۸۶ کیلومتری جنوب غربی کابو سان لوکاس قرار دارد که نوک جنوبی شبه‌جزیره باخا کالیفرنیا است. فاصله جزایر رویاخیخدو از مانزانیو بین ۷۲۰ تا ۹۷۰ کیلومتر به سوی غرب است. بزرگ‌ترین جزیره در میان گروه رویاخیخدو، جزیره سوکورو نام دارد.
هیچ نشانه‌ای از سکونت انسان در سوکورو پیش از کشف آن توسط کاشفان اسپانیایی دیده نشده‌است.